# Le Jardin D'Eden
Le Jardin D'Eden è il primo album dei Furia, pubblicato nel 2000.

## Tracce
1. L'antre Des Morts
2. Le Jardin d'Eden
3. Le Baptême Du Diable
4. Gorthoth

## Formazione
- Nicolas - voce
- Sebastien - chitarra elettrica
- Mickael - chitarra ritmica
- Guillaume - basso elettrico
- Mederic - batteria